# Vier im rasenden Sarg
Vier im rasenden Sarg (Originaltitel: Race with the Devil) ist ein US-amerikanischer Thriller aus dem Jahr 1975. Die DVD-Veröffentlichung trägt den Titel Urlaub in der Hölle.

## Handlung
Roger und Frank fahren mit ihren Frauen in den Campingurlaub nach Colorado. Bei einem Zwischenstopp bemerken sie abends in einiger Entfernung ein Lagerfeuer. Roger und Frank schleichen sich an und werden zu ihrem Entsetzen Zeugen eines satanischen Ritualmordes.
Als sie bemerkt werden, können sie nur mit knapper Mühe entkommen. Am nächsten Morgen melden sie die Beobachtung beim ortsansässigen Sheriff, der ihrer Geschichte zwar nachgeht, doch nicht recht überzeugt zu sein scheint. Anschließend mehren sich jedoch seltsame Zwischenfälle, welche die beiden Paare veranlassen, aus der Gegend zu verschwinden.
Nach einer nervenaufreibenden Flucht werden sie von ihren Verfolgern umzingelt – das Unheil nimmt seinen Lauf.